# Hasta hastata
Hasta hastata är en insektsart som beskrevs av George Willis Kirkaldy 1906. Hasta hastata ingår i släktet Hasta och familjen Dictyopharidae. Inga underarter finns listade i Catalogue of Life.